# Communauté de communes Aunis Atlantique
La Communauté de communes Aunis Atlantique est une communauté de communes française, située dans le département de la Charente-Maritime, région Nouvelle-Aquitaine, qui a été créée le 1er janvier 2014.

## Historique
La Communauté de communes Aunis Atlantique a été constituée le 1er janvier 2014 par la fusion entre la Communauté de communes du Pays Marandais et la Communauté de communes du canton de Courçon décidée dans le cadre du Schéma départemental de coopération intercommunale de la Charente-maritime mettant en œuvre les objectifs de la loi de réforme des collectivités territoriales du 16 décembre 2010, qui a prévu le renforcement et la simplification des intercommunalités et la constitution de structures intercommunales de grande taille.
Le préfet a en effet estimé qu'elles présentaient des caractéristiques socio-économiques comparables, un territoire essentiellement rural appartenant au marais poitevin et exerçaient des compétences similaires et avaient déjà l'habitude de coopérer au sein du Syndicat mixte du Pays d'Aunis, syndicat porteur du SCOT.

## Territoire communautaire

### Géographie

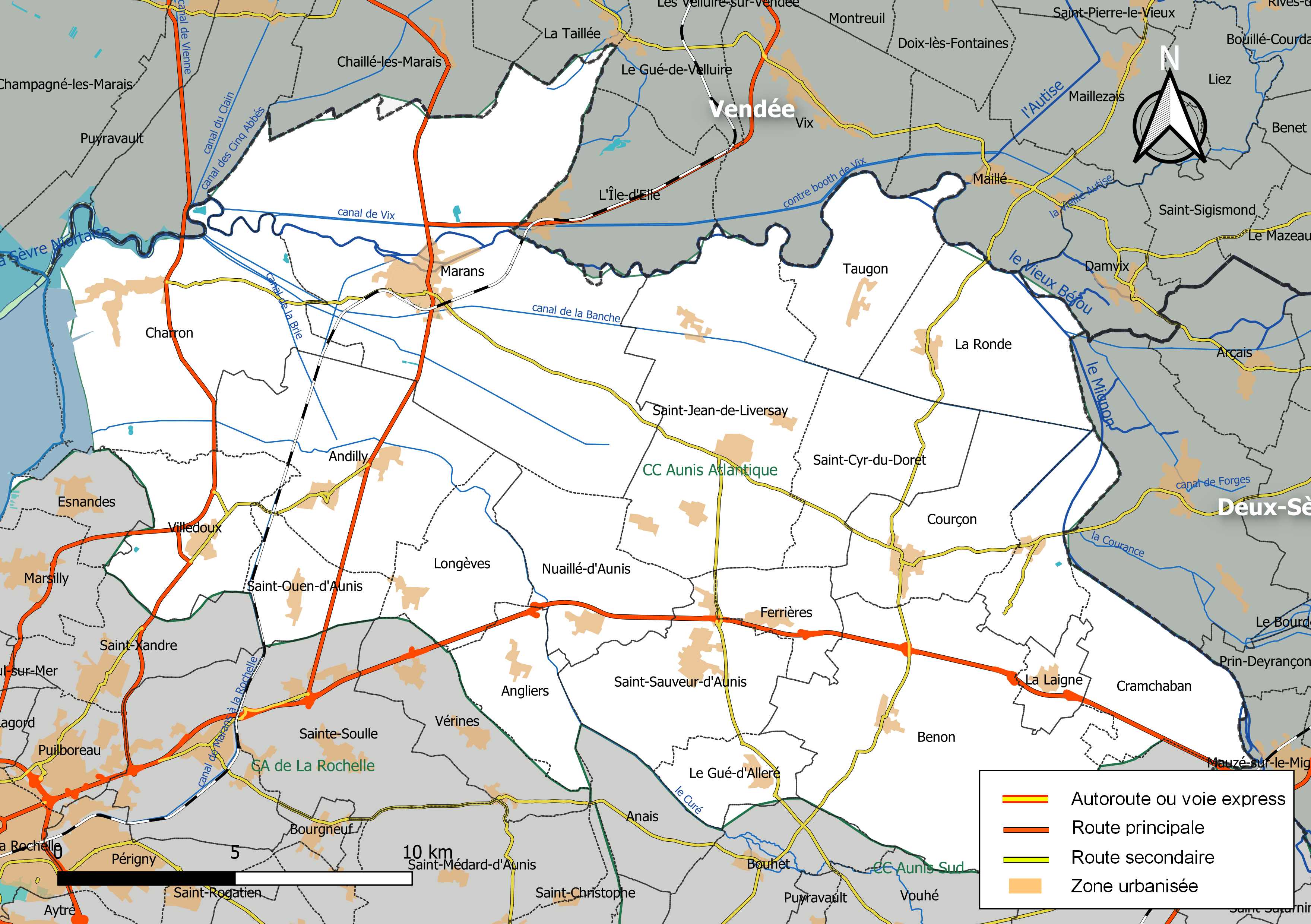
Carte de la communauté de communes Aunis Atlantique au 1er janvier 2019.

Située au nord  du département de la Charente-Maritime, la communauté de communes Aunis Atlantique regroupe 20 communes et présente une superficie de 440,5 km2.
Son territoire est situé entre les agglomérations de La Rochelle, Rochefort et Niort, et dispose d'une façade littorale sur l'océan Atlantique.
Il se trouve dans le Parc naturel régional du Marais poitevin.

### Composition

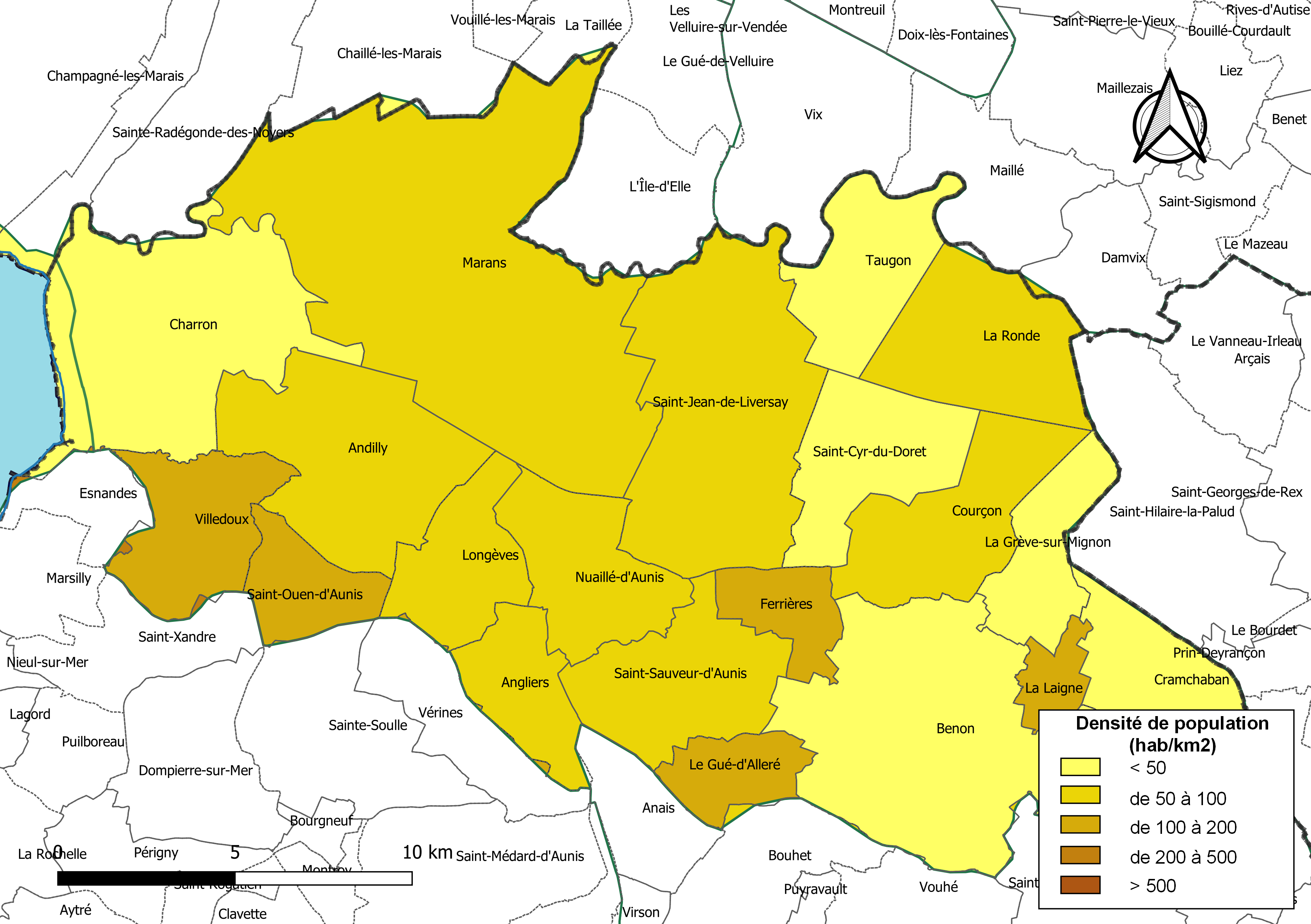
Carte des densités de population (millésimée 2016) des communes de la communauté de communes Aunis Atlantique. Composition en communes au 1er janvier 2019.

En 2023, la communauté de communes est composée des 20 communes suivantes :

| Nom                    | Code Insee | Gentilé         | Superficie (km2) | Population (dernière pop. légale) | Densité (hab./km2) |
| ---------------------- | ---------- | --------------- | ---------------- | --------------------------------- | ------------------ |
| Marans (siège)         | 17218      | Marandais       | 82,49            | 4 487 (2022)                      | 54                 |
| Andilly                | 17008      | Andillois       | 28,63            | 2 314 (2022)                      | 81                 |
| Angliers               | 17009      | Anglésiens      | 10,74            | 1 366 (2022)                      | 127                |
| Benon                  | 17041      | Benonais        | 46,62            | 1 811 (2022)                      | 39                 |
| Charron                | 17091      | Charronnais     | 37,54            | 2 014 (2022)                      | 54                 |
| Courçon                | 17127      | Courçonnais     | 19,11            | 2 081 (2022)                      | 109                |
| Cram-Chaban            | 17132      | Cramois         | 16,06            | 648 (2022)                        | 40                 |
| Ferrières              | 17158      | Ferriérols      | 7,59             | 1 459 (2022)                      | 192                |
| La Grève-sur-Mignon    | 17182      | Grèvois         | 11,48            | 568 (2022)                        | 49                 |
| Le Gué-d'Alleré        | 17186      | Gué-d'Allériens | 7,55             | 1 040 (2022)                      | 138                |
| La Laigne              | 17201      | La Laigniens    | 4,26             | 494 (2022)                        | 116                |
| Longèves               | 17208      | Longévois       | 12,63            | 1 061 (2022)                      | 84                 |
| Nuaillé-d'Aunis        | 17267      | Nuaillais       | 16,47            | 1 259 (2022)                      | 76                 |
| La Ronde               | 17303      | Rondelais       | 20,79            | 1 005 (2022)                      | 48                 |
| Saint-Cyr-du-Doret     | 17322      | Saint-Cyriens   | 17,08            | 683 (2022)                        | 40                 |
| Saint-Jean-de-Liversay | 17349      | Liversois       | 41,42            | 3 050 (2022)                      | 74                 |
| Saint-Ouen-d'Aunis     | 17376      | Audoniens       | 8,82             | 2 133 (2022)                      | 242                |
| Saint-Sauveur-d'Aunis  | 17396      | Liguriens       | 19,66            | 1 885 (2022)                      | 96                 |
| Taugon                 | 17439      | Taugonnais      | 15,7             | 772 (2022)                        | 49                 |
| Villedoux              | 17472      | Villedousais    | 15,84            | 2 241 (2022)                      | 141                |

### Démographie
| 1968   | 1975   | 1982   | 1990   | 1999   | 2010   | 2015   | 2021   |
| ------ | ------ | ------ | ------ | ------ | ------ | ------ | ------ |
| 15 152 | 15 755 | 16 882 | 17 427 | 18 765 | 26 323 | 29 292 | 31 796 |

## Organisation

### Siège
Le siège de la communauté de communes est à Ferrières, 200 rue de la Juillerie.
Avant avril 2023, le siège était situé à Marans.

### Élus
La communauté de communes est administrée par son conseil communautaire, composé  pour le mandat 2020-2026 de 34 de  conseillers municipaux représentant chacune des  communes membres et répartis en fonction de leur population de la manière suivante : 

- 6 délégués pour Marans ;

- 3 délégués pour Saint-Jean-de-Liversay, Courçon-d'Aunis ;

- 2 délégués pour Andilly-les-Marais, Benon, Charron, Saint-Ouen-d’Aunis, Saint-Sauveur-d’Aunis, Villedoux ;

- 1 délégué et son suppléant pour les autres communes.

Au terme des élections municipales de 2020 en Charente-Maritime, le conseil communautaire renouvelé a réélu le 9 juillet 202  son président, Jean-Pierre Servant, maire de La Ronde, ainsi que ses 6 vice-présidents, qui sont : 
1. Jean-Marie Bodin, maire de Marans, chargé de la transition écologique et des mobilités et des ressources humaines ;
2. François Vendittozzi, maire de Villedoux, chargé de l’aménagement et de la cohérence territoriale ;
3. Sylvain Fagot, maire d’Andilly-les-Marais, chargé du développement économique et de l’emplohttps://upload.wikimedia.org/wikipedia/commons/8/8f/Button_toUpperCase.pngi
4. Nadia Boireau, maire de Courçon d’Aunis, chargée de la vie sociale et de la santé
5. Valérie Amy-Moie, maire de Saint-Ouen d’Aunis, chargée de l’enfance, de la jeunesse et des sports ;
6. Jérémy Boisseau, maire de Charron, chargé de l’eau et de l’action environnementale

Le bureau communautaire pour le mandat 2020-2026 est composé du président, des 6 vice présidents et de 4 conseillers délégués.

### Liste des présidents
| Période | Période                     | Identité            | Étiquette | Qualité |
| ------- | --------------------------- | ------------------- | --------- | --- |
| 2014    | En cours (au 24 avril 2023) | Jean-Pierre Servant | DVC       | Professeur agrégé de physique, enseignant en BTS à Niort Maire de La Ronde (2008 → ) Conseiller départemental de Marans (2021 → ) Réélu pour le mandat 2020-2026, |

### Compétences
L'intercommunalité exerce les compétences qui lui ont été transférées par les communes membres, dans les conditions déterminées par le code général des collectivités territoriales. Il s'agit de : 
- Aménagement de l’espace communautaire : élaboration de documents de planification (SCOT, ZAC, PLUiH…), instruction pour le compte des communes des permis de construire et actes assimilés ;

- Développement économique et tourisme : aménagement et développement de zones d’activités, revitalisation du commerce, création et gestion d’immobilier d’entreprise, soutien et développement des activités agricoles, soutien au développement touristique, création et gestion d’un office de tourisme intercommunautaire ;

- Aires d’accueil des gens du voyage ;

- Collecte et traitement des déchets ménagers et assimilés ;

- Voirie communautaire ;

- Politique du logement et du cadre de vie :  opération programmée d'amélioration de l'habitat (OPAH). politique du logement social d’intérêt communautaire et actions en faveur du logement des publics en difficulté. Participation aux études et aux réalisations de programmes de gestions sociaux ;

- Protection et mise en valeur de l’environnement : entretien des espaces naturels d’intérêt communautaire ;

- Actions sociales d’intérêt communautaire : création d’un CIAS et politique en faveur des personnes âgées ou en situation de handicap ;

- Développement et aménagement sportif et culturel de l’espace communautaire : organisation et soutien d’activités et de manifestations sportives, construction, fonctionnement et entretien d’équipements culturels, organisations de manifestations culturelles, soutien à enseignement musical et mise en réseau des bibliothèques ;

- Enfance, jeunesse et éducation : petite enfance (gestion des crèches multi-accueils d’Andilly, Marans, Ferrières et St Jean de Liversay et du relais d’assistants maternels), Soutien aux actions d’aide à la parentalité, aux accueils de loisirs intercommunaux, animations jeunesse, soutien aux classes d’enseignements spécialisés (CLIS) et au Réseau d’Aide Spécialisée aux Élèves en Difficultés (RASED), coordination globale de la communauté ;

- Contingent incendie ;

- Aménagement numérique ;

- Mobilité.

### Régime fiscal et budget
La communauté de communes est un établissement public de coopération intercommunale à fiscalité propre.
Afin de financer l'exercice de ses compétences, l'intercommunalité perçoit la fiscalité professionnelle unique (FPU) – qui a succédé à la taxe professionnelle unique (TPU) – et assure une péréquation de ressources entre les communes résidentielles et celles dotées de zones d'activité.
Elle perçoit également une bonification de la dotation globale de fonctionnement (DGF) ainsi que, selon les communes, une redevance d'enlèvement des ordures ménagères (REOM) ou une la taxe d'enlèvement des ordures ménagères, qui financent le fonctionnement de ce service public.
L'intercommunalité  ne reverse pas de dotation de solidarité communautaire (DSC) à ses communes membres.

### Effectifs
Pour assurer la mise en œuvre de ses compétences, en 2021, l'intercolmmunalité emploie 100 agents, soit 97 équivalents temps plein

## Projets et réalisations
Conformément aux dispositions légales, une communauté de communes a pour objet d'associer des « communes au sein d'un espace de solidarité, en vue de l'élaboration d'un projet commun de développement et d'aménagement de l'espace ».

## Pour approfondir